# Catadysis levis
Catadysis levis är en mossdjursart som beskrevs av Bock och Cook 2000. Catadysis levis ingår i släktet Catadysis och familjen Lekythoporidae. Inga underarter finns listade i Catalogue of Life.